# Biandronno
Biandronno és un municipi italià, situat a la regió de la Llombardia i a la província de Varese. L'any 2001 tenia 3.102 habitants.